# Diocesi di Malakal
La diocesi di Malakal (in latino Dioecesis Malakalensis) è una sede della Chiesa cattolica nel Sudan del Sud suffraganea dell'arcidiocesi di Giuba. Nel 2024 contava 920.537 battezzati su 2.972.114 abitanti. È retta dal vescovo Stephen Nyodho Ador Majwok.

## Territorio
La diocesi comprende la parte nord-orientale del Sudan del Sud, ossia la provincia storica dell'Alto Nilo, e precisamente gli stati di Alto Nilo, Jonglei, nonché l'area amministrativa di Ruweng e l'area amministrativa di Pibor.
Sede vescovile è la città di Malakal, dove si trova la cattedrale di San Giuseppe.
Il territorio si estende su una superficie di 200.164 km² ed è suddiviso in 14 parrocchie.

## Storia
La missione sui iuris di Kodok fu eretta il 10 gennaio 1933 con il breve Nihil Nobis di papa Pio XI, ricavandone il territorio dal vicariato apostolico di Khartoum (oggi arcidiocesi).
Il 4 agosto 1938 la missione sui iuris fu elevata a prefettura apostolica.
Il 14 luglio 1949 cambiò nome in favore di prefettura apostolica di Malakal in forza del decreto Cum in Sudan della Congregazione di Propaganda Fide.
Il 12 dicembre 1974 la prefettura apostolica fu elevata a diocesi con la bolla Cum in Sudania di papa Paolo VI.
Il 3 luglio 2024 ha ceduto una porzione del suo territorio a vantaggio dell'erezione della diocesi di Bentiu.

## Cronotassi dei vescovi
Si omettono i periodi di sede vacante non superiori ai 2 anni o non storicamente accertati.
- Matteo Michelon, M.C.C.I. † (8 luglio 1933 - 1935 deceduto)
  - Sede vacante (1935-1938)
- John A. Wall, M.H.M. † (12 agosto 1938 - 1945 dimesso)
  - Sede vacante (1945-1947)
- John Hart, M.H.M. † (13 giugno 1947 - 1962 dimesso)
- Herman Gerard Te Riele, M.H.M. † (29 maggio 1962 - 1967 dimesso)
- Pio Yukwan Deng † (19 agosto 1967 - 3 dicembre 1976 deceduto)
  - Sede vacante (1976-1979)
- Vincent Mojwok Nyiker † (15 marzo 1979 - 16 maggio 2009 ritirato)
  - Sede vacante (2009-2019)[2]
- Stephen Nyodho Ador Majwok, dal 23 maggio 2019

## Statistiche
La diocesi nel 2024 su una popolazione di 2.972.114 persone contava 920.537 battezzati, corrispondenti al 31,0% del totale.
| anno | popolazione | popolazione | popolazione | presbiteri | presbiteri | presbiteri | presbiteri                | diaconi | religiosi | religiosi | parrocchie |
| anno | battezzati  | totale      | %           | numero     | secolari   | regolari   | battezzati per presbitero | diaconi | uomini    | donne     | parrocchie |
| ---- | ----------- | ----------- | ----------- | ---------- | ---------- | ---------- | ------------------------- | ------- | --------- | --------- | ---------- |
| 1950 | 2.388       | 712.000     | 0,3         | 21         | 21         |            | 113                       |         |           | 17        | 4          |
| 1969 | 13.826      | 1.252.600   | 1,1         | 6          | 6          |            | 2.304                     |         |           |           | 2          |
| 1980 | 31.390      | 2.153.000   | 1,5         | 10         | 3          | 7          | 3.139                     |         | 8         | 4         | 9          |
| 1990 | 31.000      | 2.000.000   | 1,6         | 8          | 4          | 4          | 3.875                     |         | 4         | 8         | 2          |
| 1999 | 53.000      | 2.765.000   | 1,9         | 8          | 6          | 2          | 6.625                     |         | 4         | 7         | 9          |
| 2000 | 60.000      | 2.770.000   | 2,2         | 11         | 9          | 2          | 5.454                     |         | 4         | 8         | 9          |
| 2001 | 65.000      | 2.775.000   | 2,3         | 10         | 9          | 1          | 6.500                     |         | 2         | 8         | 9          |
| 2002 | 68.000      | 2.780.000   | 2,4         | 12         | 9          | 3          | 5.666                     |         | 4         | 8         | 9          |
| 2003 | 73.000      | 3.520.000   | 2,1         | 14         | 11         | 3          | 5.214                     |         | 4         | 8         | 9          |
| 2004 | 77.824      | 3.932.000   | 2,0         | 16         | 16         |            | 4.864                     |         | 1         | 8         | 9          |
| 2010 | 876.000     | 4.450.000   | 19,7        | 22         | 12         | 10         | 39.818                    |         | 15        | 12        | 16         |
| 2013 | 898.000     | 4.562.000   | 19,7        | 22         | 12         | 10         | 40.818                    |         | 15        | 12        | 16         |
| 2016 | 968.000     | 4.919.000   | 19,7        | 22         | 12         | 10         | 44.000                    |         | 15        | 12        | 16         |
| 2019 | 1.042.400   | 5.343.000   | 19,5        | 22         | 12         | 10         | 47.381                    |         | 15        | 12        | 16         |
| 2021 | 1.503.000   | 4.000.000   | 37,6        | 14         | 14         |            | 107.357                   |         | 2         | 5         | 16         |
| 2024 | 920.537     | 2.972.114   | 31,0        | 23         | 14         | 9          | 40.023                    |         | 1         | 3         | 14         |